# Феопомп (царь Спарты)
Феопомп (др.-греч. Θεόπομπος) — царь Спарты из рода Еврипонтидов, сын Никандра. Правил в VIII веке до н. э. совместно с Алкаменом и Полидором из рода Агиадов. Вместе с Полидором он сделал поправку в Большой Ретре, устной конституции Спарты, и участвовал в Первой Мессенской войне (743/740—724/720 год до н. э.).

## Биография
Феопомп — сын Никандра. Он занял спартанский престол в VIII веке до н. э., по мнению британского историка Пола Картледжа, Феопомп начал правление в 720 году до н. э. В начале его царствования его соправителем был Алкамен из рода Агиадов. Согласно «Исторической библиотеке» Диодора Сицилийского, Феопомп правил 47 лет, а на десятом году его царствования была проведена первая Олимпиада.
В «Стратегемах» Полиэна упоминается, что Феопомпа взяли в плен тегеаты. Его жена Хеланида отправилась к нему. Тегеаты разрешили ей увидеться с мужем. Она поменялась с ним одеждой, и Феопомп смог тайно уйти. Позже он взял в плен жрицу Артемиды из Феней и обменял её на Хеланиду.
В 730-х—720-х годах до н. э. Феопомп и его соправитель, сын Алкамена, Полидор обратились в Дельфы за божественной санкцией и сделали поправку в Большой Ретре, согласно которой, старейшины и цари могут отклонить решение народа, если оно портит лучшее. По мнению британского писателя Майкла Арнхейма, эта поправка является антидемократической и была сделана для усиления аристократической герусии. Чешский историк Павел Олива считает, что эта правка была возможна из-за удачных обстоятельств в Первой Мессенской войне, которые укрепили аристократию. По мнению профессора Ирландского национального университета в Мейнуте Джорджа Леонарда Хаксли, Полидор не принимал участия в правке Ретры. Британский историк Джордж Форрест считает, что цари сделали не поправку, а одну из частей Ретры. По мнению Картледжа, около 650 года до н. э. произошли восстание мессенцев и установление тирании на обоих берегах Коринфского перешейка, вследствие чего Феопомп и Полидор не поправили, а создали Большую Ретру.
Ещё одной конституционной реформой Феопомпа и Полидора было учреждение эфората, приписываемое им Аристотелем.
При Феопомпе в 743 или 740 году до н. э. развязалась Первая Мессенская война. На пятый год войны он вместе с Полидором отправился во второй поход на Мессению. Правым флангом спартанского войска командовал Феопомп, левым — Полидор, а центром — Эврилеонт. Перед сражением Феопомп обратился к воинам с воодушевляющей короткой речью о том, что они совершат славный подвиг, превзойдя своих отцов. Мессенцы под руководством Эвфая смело атаковали. Эвфай оттеснил отряд Феопомпа, заставив его отступить. Тем временем один из мессенских военачальников Пифарат был убит, и его отряд тоже отступил. В итоге ни одна сторона не стала преследовать бежавших. К ночи ожесточённое сражение стихло. На следующий день никто не осмелился вступать в бой, а к концу дня было объявлено перемирие, после которого воины принялись погребать тела убитых товарищей.
На десятый год войны Спарта напала на Мессению. В битве был убит Эвфай. На двадцатый год войны Полидор притворился, что поссорился с Феопомпом. Это сообщил мессенцам перебежчик. Феопомп покинул спартанский лагерь, спрятав своих воинов неподалёку. Мессенцы, уверенные в победе, вышли из укреплений и напали на войска Полидора. Тем временем Феопомп вывел свою армию и атаковал их с тыла. Мессенцы потеряли большое количество воинов, но на протяжении следующих пяти месяцев продолжали оборонять Итому. После войны Спарта наладила дружеские отношения с Элидой.
При правлении Феопомпа у спартанцев возник спор с аргивянами из-за Фиреатидской равнины, в котором он не принимал участия из-за старости и горя по умершему сыну Архидаму. В 705 году до н. э. спартанские оппозиционеры основали полис Тарент, что связано с большими потерями в Первой Мессенской войне и злоупотреблением власти Полидором и Феопомпом.
По мнению Картледжа, Феопомп окончил правление в 675 году до н. э. Согласно Геродоту, сын и преемник Феопомпа — Анаксандрид I. Однако согласно Павсанию, у спартанского царя был сын Архидам, который умер ещё во время его правления, поэтому преемником стал сын Архидама Зевксидам. Гробница Феопомпа находится за Храмом Афродиты в Спарте. Картледж считает, что расхождение мнений Геродота и Павсания связано с выборочным отбором царей для составления списков.

### Античные источники
- Мансков О. В. Полис Тарент: социально-политическое и экономическое развитие (конец VIII — начало III вв. до н. э.) :  [рус.] : Автореферат. Диссертации на соискание ученой степени кандидата исторических наук. — Росов-на-Дону, 2009.
- Геродот. Книга восьмая. Урания // Геродот. История в 9 кн. / Пер., предисл. и указатель Ф. Г. Мищенко. — 2-е. — М.: тип. Е. Г. Потапова, 1888. — Т. 2.
- Диодор Сицилийский. Греческая мифология (Историческая библиотека) / перевод с древнегреческого О. П. Цыбенко. — М.: Лабиринт, 2000. — 224 с. — ISBN 5-87604-091-6.
- Павсаний. Описание Эллады / перевод с древнегреческого С. П. Кондратьева. — СПб.: Алетейя, 1996. — Т. 1. — ISBN 5-89329-006-2.
- Плутарх. Застольные беседы / Изд. подгот. Боровский Я. М., Ботвинник М. Н., Брагинская Н. В., Гаспаров М. Л., Ковалева П. И., Левинская О. Л.. — Л.: Наука, 1990. — ISBN 5-02-027967-6.
- Полиэн. Стратегемы[лат.] / пер. с греч. под общ. ред. к. и. н. А. К. Нефёдкина. — СПб.: Евразия, 2002. — 608 с. — ISBN 5-8071-0097-2.

### Современные источники

#### На английском языке
- Arnheim M.[англ.]. Aristocracy in Greek Society (англ.). — New York: Thames & Hudson, 1977. — 221 p. — ISBN 978-0500400319.
- Cartledge P. Sparta and Lakonia: A Regional History 1300—362 BC (англ.). — second edition. — London and New York, 2002. — ISBN 0-203-47223-3.
- Huxley G. L. Early Sparta (англ.). — London: Harvard University Press, 1962. — 164 p. — ISBN 978-0389020400.
- Crosby N. E. The Topography of Sparta (англ.) // The American Journal of Archaeology and of the History of the Fine Arts. — 1893. — Vol. 8, no. 3. — P. 335—373.
- Oliva P.[англ.]. Sparta and her Social problems (англ.). — Prague, 1971.

#### На русском языке
- Печатнова Л. Г. Спарта. Миф и реальность. — М.: Вече, 2013. — 384 с. — ISBN 978-5-4444-0860-5.
- Печатнова Л. Г. История Спарты (период архаики и классики). — СПб.: Гуманитарная Академия, 2001. — 510 с. — ISBN 5-93762-008-9.
- Строгецкий В. М,. W.G. Forrest. A History of Sparta 950–195 B.C. L., 1968 // Вестник древней истории. — 1976. — № 3. — С. 170—175.| Ссылки на внешние ресурсы | Ссылки на внешние ресурсы                                       |
| ------------------------- | --------------------------------------------------------------- |
| Словари и энциклопедии    | - Брокгауза и Ефрона - Реальный словарь классических древностей |